# لبنان في الألعاب الأولمبية الصيفية 1948
تنافس لبنان في الألعاب الأولمبية الصيفية للمرة الأولى في عام 1948 دورة الألعاب الاولمبية الصيفية في لندن، انكلترا. من خلال ثمانية رياضيين، كلهم رجال، شاركو في تسعة احداث رياضية في ثلاثة ألعاب.

## الرماية
شارك لبنان من خلال لاعبين في عام 1948 في ثلاث منافسات، هما:
25 متر مسدس
- خليل حلمي

50 متر مسدس
- خليل حلمي

50 متر بندقية
- سالم سلام

## وصلات خارجية
- الأولمبية الرسمية التقارير